# Killarney Golf & Fishing Club
De Killarney Golf & Fishing Club  is een golfclub in het zuidwesten van Ierland, gelegen op de bijna westelijkste punt van Europa.
Killarney is een van de oudste golfclubs in Ierland en heeft drie golfbanen en ongeveer 1700 leden. De club werd in 1893 opgericht en Valentine Browne, de vierde Earl of Kenmare en eigenaar van de grond, werd de eerste voorzitter. Toen hij in 1905 overleed, werd hij door een familielid opgevolgd. Al voor de Tweede Wereldoorlog verhuisde de club naar de huidige locatie.

## Golf
De golfbanen grenzen aan de Killarneymeren, waarin veel eilandjes liggen, en het Killarney Nationaal Park, dat ruim 10.000 hectare groot is. Er zijn hier 141 vogelsoorten waargenomen en er lopen edelherten in het wild rond.
De club heeft drie golfbanen met een par van 72:
Killeen
Dit is de championship course. In 1991 en 1992 won Nick Faldo hier het Iers Open en in 1996 wonnen de Britse en Ierse dames hier de Curtis Cup. Daarna werd de baan langer gemaakt en kreeg nieuwe greens voordat hij in 2006 heropend werd. Er is water op bijna iedere hole.
Lackabane
Deze baan is iets korter dan de Killeen. Hij werd door Donald Steel ontworpen en in 2000 geopend. In 2002 werd hier het Ladies Open gewonnen door Iben Tinning. 
Mahony's Point
Dit is de oudste baan, en tevens de kortste. 
In 1936 werd de huur van het land, waar de oorspronkelijke baan lag, zo verhoogd dat de club besloot te verhuizen. Lord Castlerosse, hun voorzitter, had net Augusta bezocht en vond een locatie waar ze volgens hem de mooiste baan van Ierland konden maken. Hij wilde een baan in Killarney aanleggen die net zo mooi was als Augusta. Hij opende zijn baan in 1939 maar heeft er niet lang plezier van gehad, want hij overleed in 1943. De baan leed niet onder de oorlog, maar er werd weinig gespeeld. Een van de bekendste leden uit die tijd was Billy O'Sullivan, die runner-up van het Iers Amateur was. Daarna werd het toernooi op Killarney gehouden en door hem gewonnen, waarmee de club bekendheid kreeg. 
In 1975 werd de toen 33-jarige Christy O'Connor sr. hier clubprofessional en in datzelfde jaar speelde hij de Ryder Cup. In 1958 won hij de Canada Cup (nu World Cup) met Harry Bradshaw. 

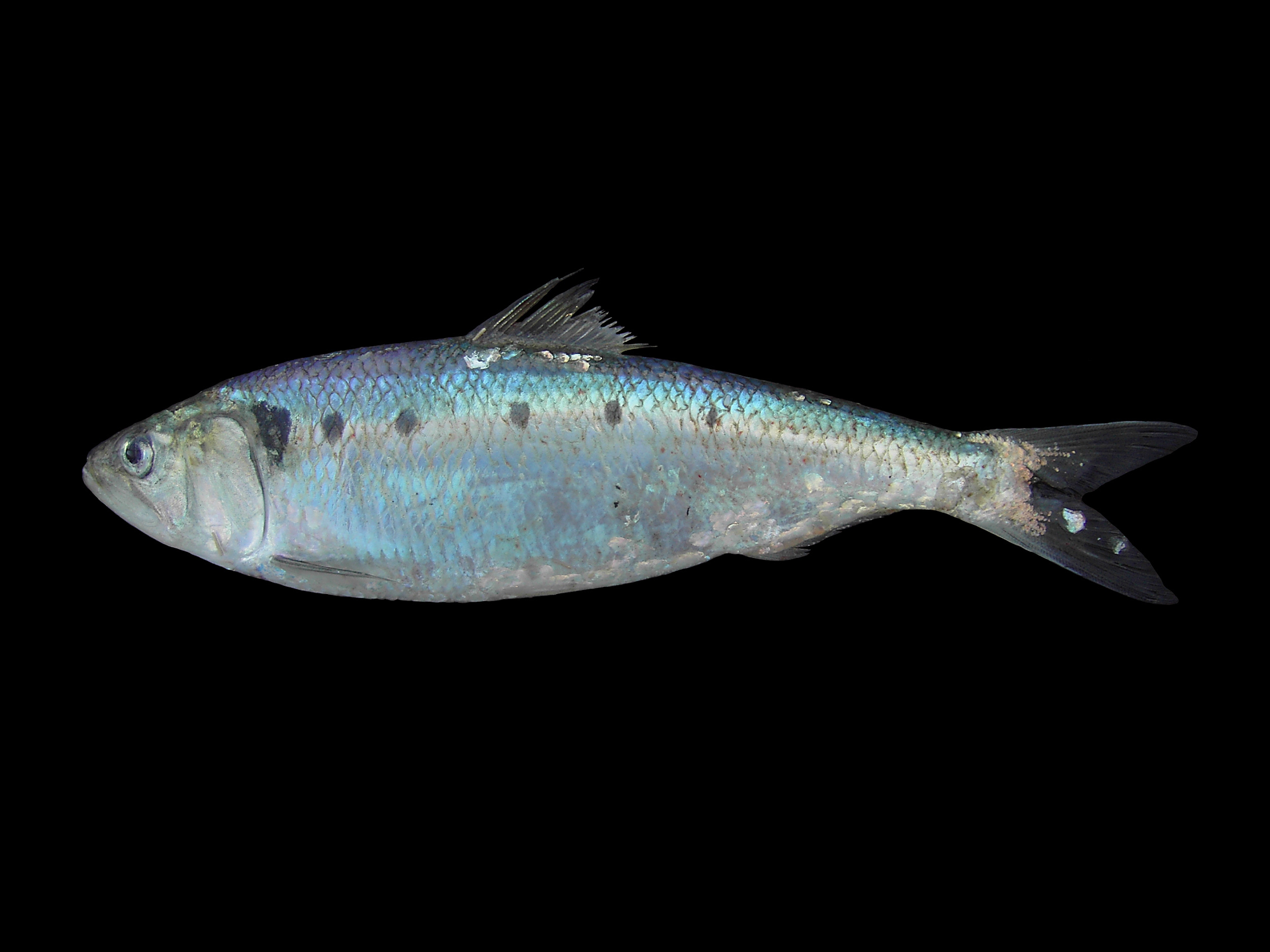
Thwaid

In 1975 wonnen de Schotten hier het Europees landenteamkampioenschap, in 2003 won Sophie Gustafson het Ladies Open en in 2005 werd hier de Challenge Tour gewonnen door Mark Warren.

## Vissen
Vooral in het 19 kilometer lange Lower Lake, dat officieel Lough Leane heet, wordt veel gevist. De drie Killarneymeren  zitten vol beekforellen en in het seizoen zijn er veel trekzalmen. Heel bijzonder is de Alosa fallax, een haringsoort die daar de Thwaid Shad wordt genoemd.